# Geologie des Grand Canyon

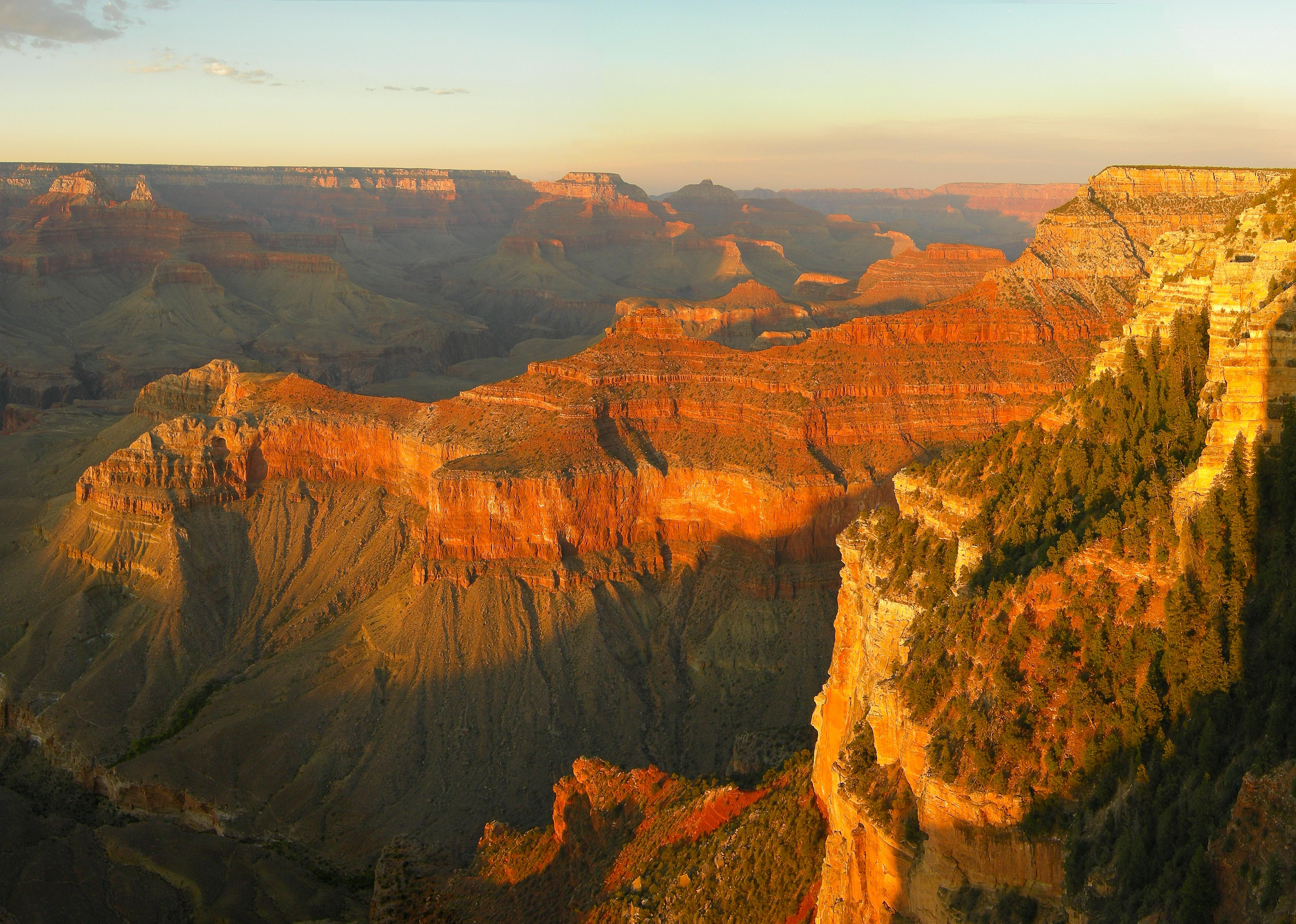
Der Grand Canyon gewährt einen hervorragenden Einblick in die erdgeschichtliche Entwicklung

Die Geologie des Grand Canyons zeichnet sich vor allem durch eine der erdgeschichtlich umfassendsten Gesteinsabfolgen auf unserem Planeten aus. In den Steilwänden des Grand Canyons sind rund 1,5 Milliarden Jahre der geologischen Entwicklung dieses Teils Nordamerikas offengelegt. Zum überwiegenden Teil handelt es sich hierbei um Sedimentgesteine. Diese sind rund 1200 bis 250 Millionen Jahre alt und umfassen somit eine Zeitspanne von knapp einer Milliarde Jahre. Werden die metamorphen, mehrheitlich suprakrustalen Gesteine der Vishnu Basement Rocks („Vishnu-Grundgebirge“) mit hinzugenommen, dann reicht die geologische Überlieferung sogar 1750 Millionen Jahre zurück. Die meisten Sedimente sind in warmen Schelfmeeren abgelagert worden, meist in Küstennähe. Neben Gesteinen marinen Ursprungs finden sich aber auch terrestrische Ablagerungen, unter anderem Dünensedimente einer ehemaligen Wüstenlandschaft.
Im Zuge der laramischen Gebirgsbildung, die vor rund 75 Millionen Jahren einsetzte, wurden die wesentlich weiter ostwärts gelegenen Rocky Mountains an steil einfallenden Störungen in die Höhe gedrückt, aber auch in der Umgebung des Grand Canyons kam es zu einer weit angelegten Heraushebung. Vor 17 Millionen Jahren (Miozän) wurde der Anhebeprozess weiter beschleunigt und es entstanden die Colorado Plateaus, die den Grand Canyon umrahmen. Insgesamt dürfte das den Grand Canyon umfassende Gebiet in etwa um 3000 Meter emporgedrückt worden sein; dies erlaubte dem Vorläufer des jetzigen Colorado Rivers, sich in die entstehende Plateaulandschaft einzufräsen. Der eigentliche Canyon entstand jedoch erst vor 5,3 Millionen Jahren, als sich der Golf von Kalifornien öffnete und damit die Erosionsbasis des Colorado auf Meeresspiegel reduzierte.
Mit dem Einsetzen der Eiszeiten vor ca. 2,5 Millionen Jahren kam es zu einer Erhöhung der Niederschlagsmenge und damit zu einer wesentlich stärkeren Erosionskraft des Colorado Rivers; so war bereits vor 1,2 Millionen Jahren näherungsweise die heutige Erosionsbasis erreicht. Der vor 2 Millionen Jahren einsetzende Vulkanismus im Uinkaret volcanic field brachte Aschen und Laven zur Ablagerung. Mindestens 13 Lavaflüsse stauten den Colorado River und es bildeten sich riesige Seen, die bis zu 600 Meter tief und 160 Kilometer lang waren.
Mit nahezu 40 ausgewiesenen Gesteinsformationen und 14 Diskordanzen (Schichtlücken) stellt der Grand Canyon eine der am besten untersuchten Gesteinsfolgen der Welt dar.

## Stratigraphische Abfolge

### Polymetamorphes Grundgebirge – Vishnu Basement Rocks

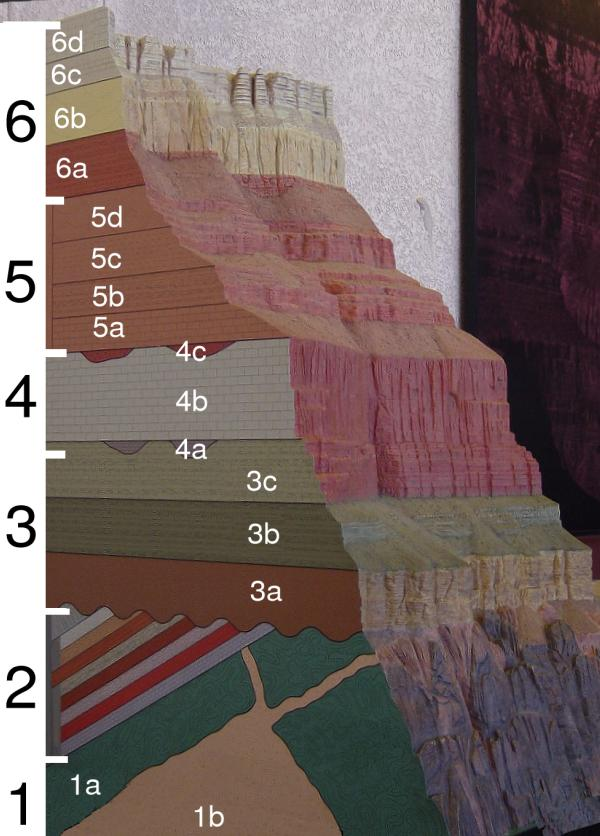
Gesteinsschichten des Grand Canyon

Die Anfänge der Vishnu Basement Rocks (Einheit 1a in nebenstehender Abbildung) gehen ins Paläoproterozoikum zurück. In einem Backarc-Becken vergleichbar mit dem Japanischen Meer hatte sich im Zeitraum von vor 1750 bis vor 1740 Millionen Jahren ein dickes Sedimentpaket bestehend aus Vulkanischer Asche, Ton, Silt und Sand abgelagert. Das damalige Sedimentbecken befand sich zwischen dem weiter nordwestlich gelegenen Kontinent Laurentia, dem Vorläufer des jetzigen nordamerikanischen Kontinents, und einem südostwärts vorgelagerten vulkanischen Inselbogen, der dem heutigen Japan wahrscheinlich ähnelte.
Ältestes radiometrisch datiertes Gestein der Vishnu Basement Rocks ist jedoch der Elves Chasm-Gneis, ein metamorphosierter Orthogneis mit einem Kristallisationsalter von 1840 Millionen Jahren. Er zeigt Affinitäten zum kontinentalen Mojave-Terran und bildete möglicherweise das Widerlager des Sedimentstapels.
Vor 1740 Millionen Jahren begann der oben genannte Inselbogen der Yavapai-Provinz mit dem Wyoming-Kraton im Norden und dem Mojave-Terran im Westen zu kollidieren. Dieser plattentektonisch verursachte Zusammenstoß komprimierte den dazwischenliegenden marinen Sedimentstapel und drückte ihn auf den Kontinentalrand von Laurentia. Der Höhepunkt der Dynamometamorphose wurde vor 1706 bis vor 1697 Millionen Jahren erreicht, der Akkretionsvorgang hielt jedoch insgesamt noch bis vor 1650 Millionen Jahren an, wobei sich weiter in Richtung Südosten mit der Mazatzal-Provinz noch ein zweiter Inselbogen hinzugesellte.
Die durch die Kollision tektonisch stark beanspruchten und metamorphosierten Sedimente befinden sich jetzt in der Inner Gorge am Grund des Canyons. Es sind dies die dunklen, granatführenden und generell Nordost-Südwest-streichenden Schiefergesteine der Vishnu Basement Rocks, zu denen der Vishnu Schist, der Brahma Schist und der Rama Schist gehören. Sie sind fossilleer, enthalten aber ab und zu Marmorlinsen, die möglicherweise auf primitive Algenkolonien zurückzuführen sind.
Ab 1740 Millionen Jahre vor heute wurden die Vishnu Basement Rocks von aufsteigendem Magma durchsetzt, das aus einer südostwärts vorgelagerten Subduktionszone stammte. Es erstarrte allmählich zum jetzigen Zoroaster Granite und mehreren anderen Plutonen – helle Lagen im Vishnu Schist (Einheit 1b). Während dieser Intrusionen blieben aber die tektonischen Bewegungen nicht stehen und so wurden die granitischen Intrusionen stellenweise später zu Gneis umgewandelt.
Die Granitintrusionen erfolgten in mehreren Phasen: drei während des Metamorphoseprozesses der Vishnu Basement Rocks vor 1740 bis vor 1660 Millionen Jahren und die letzte vor rund 1400 Millionen Jahren. Diese letzte Phase wurde von großen Störungen begleitet, an nördlich streichenden Verwerfungen kam es zu grabenartigen Brüchen und vielleicht sogar zu einem teilweisen Wiederaufbrechen (Rifting) des sich formierenden Kontinents.
In den Gesteinen der Vishnu Basement Rocks lassen sich die Spuren zweier gebirgsbildender Ereignisse ablesen – die Yavapai-Gebirgsbildung gefolgt von der Mazatzal-Gebirgsbildung. Die dabei aufgeschobenen Bergketten dürften den Höhendimensionen des heutigen Himalaya in nichts nachgestanden haben. Mit dem Abklingen der orogenen Bewegungen setzte dann die Erosion ein und reduzierte in den nächsten 400 Millionen Jahren das einstige Hochgebirge zu einem flachen Hügelland. Zurück blieb eine enorme Winkeldiskordanz über dem abgetragenen Gebirgsstumpf.

### Meso- und neoproterozoische Sedimente – die Grand Canyon Supergroup
Im Mesoproterozoikum kam es zu einer Ausdünnung der kontinentalen Kruste, verursacht durch die von Laurentia weg driftende Bewegung einer größeren Platte (oder mehrerer Kleinplatten). An diesem Dehnungsprozess, der schließlich vor ca. 1100 Millionen Jahren zum Midcontinent Rift System führen sollte, wäre Laurentia beinahe zerbrochen – es entstanden große interkontinentale Grabenbruchbecken, in die das Meer vorstieß. Auf Laurentia bildete sich ein Flachmeer, das sich vom Gebiet des Oberen Sees über den Glacier-Nationalpark in Montana bis hin zum Grand Canyon und den Uinta Mountains erstreckte.
Die während dieses Meereseinbruchs im Zeitraum von vor 1254 bis vor 729 Millionen Jahren abgelagerten Sedimente bilden die Grand Canyon Supergroup (Einheit 2), die ihrerseits in zwei größere Gruppen aufgeteilt wird und sich aus neun recht unterschiedlichen Formationen zusammensetzt. Ihre Gesamtmächtigkeit an Sedimenten und vulkanischer Lava übersteigt 3000 Meter. Sie ist stellenweise in der Inner Gorge und in einigen der tieferen Seitencanyons aufgeschlossen.

#### Unkar Group
Den tiefsten Abschnitt der Supergruppe bildet die offen marine Unkar Group (der geologische Begriff group bzw. Gruppe umfasst zwei oder mehr Formationen, die auf besondere Art miteinander in Verbindung stehen). Sie beginnt mit der
- Bass-Formation, einer rund 1254 Millionen Jahre alten, grau gefärbten Dolomitformation.[4] Das zuunterst liegende Hotauta Conglomerate Member der Bass-Formation ist das Basiskonglomerat der aus westlicher Richtung erfolgenden marinen Transgression über den abgetragenen Grundgebirgsstumpf, deren Gerölle von den anbrandenden Wellen des langsam eindringenden Meeres zusammengeschwemmt wurden. Die darauf folgende eigentliche Bass-Formation ist ein flachmarines küstennahes Sediment, das abwechselnd aus Dolomit, Sandstein und Schieferton besteht. Die Mächtigkeit beträgt zwischen 60 und 100 Meter. Auch erste Fossilien treten bereits in ihr auf – Stromatolithen.
- Es folgt der ab 1187 Millionen Jahren abgelagerte, 137 bis 300 Meter mächtige Hakatai Shale.[5] Er setzt sich zusammen aus dünnlagigen Tonsteinen, Sandsteinen und Schiefertonen nichtmarinen Ursprungs. Der Hakatai Shale wurde während einer kurzzeitigen Regression des Küstensaums sedimentiert. Seine orange bis rote Färbung verlieh dem Red Canyon seinen Namen.
- Mit dem 355 bis 410 Meter mächtigen Shinumo Quartzite etablierten sich wieder vollmarine Bedingungen. Es handelt sich um einen äußerst resistenten Sandstein, der während des Kambriums inselartig aus dem Kambrischen Meer herausragen sollte. Diese Inseln widerstanden in der Brandung für lange Zeit; sie wurden erst wesentlich später sedimentär überdeckt, der Sandstein wurde dabei zu Quarzit umgewandelt. Als Ablagerungszeitraum wird 1170 bis 1140 Millionen Jahre angegeben.[6]
- Der Dox Sandstone ist etwa 1140 bis 1104 Millionen Jahre alt und wird bis zu 920 Meter mächtig. Er ist flachmarinen Ursprungs und enthält zwischengeschaltete Tonstein- und Schiefertonlagen. Das Auftreten von Rippelmarken und anderen Strukturen lässt seine küstennahen Ablagerungsbedingungen erkennen. Aufschlüsse dieser rot bis orange gefärbten Formation befinden sich in den östlichen Abschnitten des Canyons. Als Fossilien finden sich Stromatolithen und Algen.
- Über die bisher angesammelten Sedimente ergoss sich dann die Cardenas Lava (bzw. Cardenas Basalt), die oberste Formation der Unkar Group. Die dunkelbraune Lava wurde oberflächlich extrudiert, sie besitzt basaltische Zusammensetzung und wurde mit 1104 Millionen Jahren datiert.[4] Sie besteht aus 10 bis 12 individuellen Lavaflüssen und erreicht eine Mächtigkeit von 300 Metern. In genetischem Zusammenhang mit der Cardenas Lava dürften basaltische Lagergänge und Gänge stehen, die die unteren Schichtglieder der Unkar Group durchsetzen.

#### Chuar Group
Die Formationen der neoproterozoischen Chuar Group wurden im Zeitraum von vor 782 bis vor 729 Millionen Jahren gebildet. Die Ablagerungsbedingungen waren generell küstennah und flachmarin.
- Die Chuar Group setzt mit der rund 782 Millionen Jahre alten Nankoweap-Formation ein.[8] Ihre Mächtigkeit bewegt sich zwischen 113 und mehr als 250 Meter. Sie besteht aus grobkörnigem Sandstein flachmarinen Ursprungs, der entlang einer Transgressionsdiskordanz über der Cardenas-Lava abgelagert wurde. Die Nankoweap-Formation ist nur im Ostteil des Canyons aufgeschlossen. Sie endet mit einem Hiatus, einer geologischen Schichtlücke.
- Es folgt die 782 bis 751 Millionen Jahre alte, grüngefärbte Galeros-Formation,[9] die aus einer Wechselfolge von Sandstein, Kalkstein und Schieferton besteht. Manche der Schiefertonlagen sind bunt gefärbt, die Farbtöne variieren dabei von Rot nach Violett. In der Galeros-Formation kommen ebenfalls Stromatolithen vor.
- Die auflagernde, 751 bis 729 Millionen Jahre alte Kwagunt-Formation[9] besteht aus schwarzen Schiefertonen und rot- bis violettgefärbten Tonsteinen, Kalke sind untergeordnet. Vereinzelt eingeschaltete rote Sandsteintaschen finden sich am Carbon Butte. Auch in der Kwagunt-Formation treten Stromatolithen auf. Galeros-Formation und Kwagunt-Formation sind zusammen rund 1600 Meter mächtig.

In der nach 729 Millionen Jahren stattfindenden Grand Canyon-Gebirgsbildung wurde die Grand Canyon Supergroup um 15° verstellt und in einzelne Schollen zerbrochen. Diese Bruchtektonik erfolgte im Wesentlichen an Nord-Süd-streichenden Verwerfungen und erzeugte ein Bruchschollengebirge. Im folgenden 100 Millionen Jahre dauernden Intervall wurde der größte Teil der Chuar Group und ein Teil der Unkar Group wieder abgetragen, die Erosion griff stellenweise bis auf den Shinumo Quartzite herab (siehe oben). Die Bruchschollenketten wurden eingeebnet, stellenweise wurde sogar die gesamte Grand Canyon Supergroup wegerodiert, so dass die darunterliegenden Vishnu Basement Rocks wieder zum Vorschein kommen.
John Wesley Powell bezeichnete dieses Phänomen als Great Unconformity – eines der weltweit besten Beispiele für eine Winkeldiskordanz enormen Ausmaßes. In ihr gingen insgesamt 200 Millionen Jahre an regionalgeologischer Geschichte verloren.
Die Great Canyon Supergroup und die Great Unconformity sind im Ostteil der Inner Gorge gut einzusehen.

### Kambrium – Tonto Group
In der 2. Stufe des Kambriums kehrte vor ca. 527  Millionen Jahren das Meer erneut aus westlicher Richtung in das Gebiet des Grand Canyons zurück und begann mit der Sedimentation der Formationen der Tonto Group:
- Zuunterst die 527 bis 509 Millionen Jahre alte Sixtymile-Formation.[12] Die 60 Meter mächtige Formation besteht weitgehend aus braunem Sandstein, der nur wenig an Schieferton enthält. Während ihrer Ablagerung kam es zu Bewegungen an der Butte Fault, es entstanden daher grobklastische Einschaltungen wie Brekzien, Konglomerate und Fanglomerate, aber auch blockartige Eingleitungen.
- Sodann folgt der 508 bis 507 Millionen Jahre alte Tapeats Sandstone.[13] Diese dunkelbraune und dünnlagige Sandstein-Formation besteht aus mittel- bis grobkörnigen Sanden und Konglomeraten, die dem Brandungsbereich entstammen (Einheit 3a). In den oberen Schichtgliedern finden sich häufig Rippelmarken. Fossil erhalten im Tapeats Sandstone sind Brachiopoden und die Kriechspuren von Trilobiten. Die Formation erreicht ein Mächtigkeit von 75 bis 90 Metern, sie ist resistent gegenüber der Verwitterung und bildet daher Steilwände im Grand Canyon.
- Auf die transgressive Basiseinheit des Tapeats Sandstones folgt die 507 bis 502 Millionen Jahre alte Bright-Angel-Formation,[13] ein Schieferton, in den untergeordnet Sandstein-, Mergel- und dünne Dolomitlagen eingebettet sind. Er war als Schlamm unweit der Küste abgelagert worden und enthält Brachiopoden, Trilobiten und Wurmspuren (Einheit 3b). Die Bright-Angel-Formation erreicht eine Mächtigkeit von 100 bis 120 Meter, ist in der Regel grünlich gefärbt mit bräunlichen und grauen Zwischenlagen. Sie verwittert sehr leicht und bildet daher über den Steilwänden des Tapeats Sandstones sanftgeneigte Hanglagen – die Tonto Platform.
- Sodann die ca. 502 bis 499 Millionen Jahre alte Muav-Formation (Einheit 3c),[13] die aus grauen, dünngebankten Kalken besteht. Sie kam in tieferen, küstenferneren Bereichen zur Ablagerung und ist relativ arm an Fossilien, nur vereinzelt finden sich Brachiopoden und Trilobiten. Ihre Mächtigkeit schwankt sehr stark (zwischen 250 und 375 Metern), im Westteil des Grand Canyons fällt sie wesentlich mächtiger aus als im Ostteil.[14] Die Muav-Formation bildet ebenfalls Steilwände.
- Abschließend der 498 bis 497 Millionen Jahre alte und diskordant folgende Frenchman Mountain Dolostone.[13] Seine Mächtigkeit beträgt 60 bis 140 Meter.

Die Formationen der Tonto Group wurden über einen Zeitraum von rund 30 Millionen Jahren abgelagert (Unterkambrium-Oberkambrium). Trilobiten und Wurmbauten sind in diesen Sedimenten verhältnismäßig häufig. Die sedimentologische Abfolge dokumentiert eine von Westen erfolgende allmähliche Transgression auf den Transcontinental Arch, den Südausläufer des damaligen nordamerikanischen Kontinents. Die Tonto Group bildet heute die sogenannte Tonto Platform oberhalb des Colorado Rivers. Im Gegensatz zu der Grand Canyon Supergroup liegen ihre Schichtglieder horizontal und in ihrer ursprünglichen Position. Der hangbildende Bright Angel Shale in der Tonto Platform ist ein guter Wasserstauer, Grundwasser verbleibt im darüberliegenden Muav Limestone und tritt dann an mehreren Quellen in der Inner Gorge wieder aus – überlebenswichtig in dieser trockenen Landschaft.

### Unterdevon bis Oberkarbon – Temple Butte-Formation, Redwall Limestone und Surprise Canyon-Formation
Die nächsten beiden Perioden der geologischen Zeitskala, das Ordovizium und das Silur, hinterließen im Grand Canyon keine Ablagerungen. Es ist nicht geklärt, ob während dieses Zeitraums Sedimente zum Absatz kamen und dann wieder wegerodiert wurden oder ob es überhaupt jemals zu einer Sedimentation gekommen war. Wie dem auch sei, der Hiatus dauerte rund 165 Millionen Jahre an.
Sicher ist, dass während dieses Zeitraumes tiefe Rinnen in die Oberfläche des Muav Limestones eingeschnitten wurden. Die Ursache hierfür ist mit großer Wahrscheinlichkeit Flusserosion, aber auch untermeerische Strömungen sind denkbar. Beginnend vor ca. 350 Millionen Jahren wurden diese Vertiefungen dann im Mitteldevon wieder verfüllt. Es bildete sich die
- Temple-Butte-Formation (auch Temple Butte Limestone genannt – Einheit 4a), deren Gesamtmächtigkeit zwischen 80 und 120 Metern schwankt. Die violettfarbenen Rinnenverfüllungen bestehen aus einem Süßwasserkalk und sind in dem im Ostteil des Nationalparks gelegenen Marble Canyon gut zu sehen. Im Westteil des Parks geht der Kalk in einen sehr resistenten grauen bis cremefarbenen Dolomit über, der Steilwände bildet. Es wurden Wirbeltierfunde gemacht, im Ostteil Knochenplatten von Süßwasserfischen, im Westteil hingegen zahlreiche Meeresfische. Die Temple Butte-Formation endet mit einer Diskordanz.
- Die nächste Formation in der sedimentären Abfolge des Grand Canyons ist der 140 bis 160 Meter mächtige Redwall Limestone (Einheit 4b). Er besteht aus dickbankigen, dunkelbraunen bis blaugrauen Kalken und Dolomiten mit eingelagerten Hornsteinknollen. Der Redwall Limestone bildete sich vor rund 335 Millionen Jahren (Unteres bis Mittleres Unterkarbon) in einem zurückweichenden tropischen Meer in Äquatornähe. Er enthält versteinerte Crinoiden, Brachiopoden, Bryozoen, Hornkorallen, Nautiloiden und Schwämme, außerdem Trilobiten und andere marine Organismen. Das Kalk- bzw. Dolomitgestein ist recht massiv, formt zum Teil überhängende Steilwände, Felsbögen und Höhlen. Nach der Ablagerung des Redwall Limestones wurde das Gebiet des Grand Canyons langsam gehoben, so dass die oberen Partien während des Oberen Unterkarbons stellenweise wieder abgetragen wurden. Die Rotfärbung des Gesteins ist rein äußerlicher Natur, sie stammt aus den darüberliegenden Rotsedimenten der Supai Group und des Hermit Shales.
- Die Surprise-Canyon-Formation besteht aus rotvioletten Tonschiefern, die in zusammenhanglosen Schichtpaketen über dem Redwall Limestone anstehen (Einheit 4c). Ihre Bildung erfolgte im Gezeitenbereich von Ästuaren während des sehr späten Unterkarbons, möglicherweise auch erst während des sehr frühen Oberkarbons. In vereinzelten Sedimentlinsen erreicht sie eine Mächtigkeit bis zu 12 Meter. Die Surprise Canyon-Formation war erst in den 1980ern entdeckt worden und kann nur mittels Hubschrauber angeflogen werden.[15] Über ihr befindet sich eine Diskordanz, die den größten Teil ihres ehemaligen Schichtverbands entfernt und den darunterliegenden Redwall Limestone wieder freigelegt hat.

### Oberkarbon bis Unteres Perm – Supai Group
Die Supai Group ist überwiegend siliziklastischen Ursprungs und wurde während des Oberkarbons und des Unterperms in Sümpfen und Flussauen abgelagert, ihr mittleres Alter liegt bei 285 Millionen Jahren. Im Westteil des Nationalparks treten auch Kalke auf – Indiz für ein warmes Flachmeer. Sedimentationsraum im Ostteil dürfte ein schlammiges Flussdelta gewesen sein.
Sie besteht im Wesentlichen aus roten Siltsteinen und Schiefertonen, die von bräunlichen Sandsteinen überlagert werden. Ihre Gesamtmächtigkeit schwankt zwischen 180 und 210 Metern. Die unterpermischen Schiefertonlagen wurden zu einem leuchtend roten Farbton oxidiert. Im Ostteil des Parks sind fossile Fußspuren von Amphibien erhalten geblieben, es finden sich auch Versteinerungen von Reptilien und Pflanzen (sehr häufig). Im Westteil hingegen überwiegen Fossilien mariner Herkunft. Die Supai Group setzt sich im Einzelnen aus folgenden Formationen zusammen (von alt nach jung):
- Watahomigi-Formation (Einheit 5a): Eine hangbildende graue Kalksteinformation, in die Hornsteinbänder, Sandsteinlagen und eine violette Silsteinschicht eingeschaltet sind. Sie wird 30 bis 50 Meter mächtig.
- Manakacha-Formation (Einheit 5b): Sie besteht aus blassrotem resistenten Sandstein und rotem hangbildenden Tonschiefer, ihre Mächtigkeit schwankt zwischen 60 und 85 Meter.
- Wescogame-Formation (Einheit 5c): Ein blassroter resistenter Sandstein, der mit einem blassroten hangbildenden Siltstein abwechselt, die Mächtigkeit beträgt zwischen 30 und 70 Meter. Zuoberst folgt schließlich der
- Esplanade Sandstone (Einheit 5d): In seinem sedimentologischen Aufbau ist der Esplanade Sandstone eine Wiederholung der Wescogame-Formation, nur doppelt so mächtig (70 bis 100, maximal 174 Meter).[16]

Jede dieser Formationen wird von einer Diskordanz abgeschlossen.

### Perm – Hermit Shale, Coconino Sandstone, Toroweap-Formation und Kaibab Limestone
- Wie die Supai Group zuvor wurde auch der im Mittel 265 Millionen Jahre alte Hermit Shale in sumpfiger Umgebung abgelagert (Einheit 6a). Er baut sich aus dünnbankigen, eisenoxid-haltigen Wechsellagen von Tonschiefer und Siltstein auf, die Sedimente waren von Flussläufen in ein semiarides Becken transportiert worden. Das tiefrote, zwischen 49 und 53 Meter mächtige Sedimentpaket ist sehr weich und bildet daher im Canyon Hanglagen. Die rückschreitende Erosion im Hermit Shale untergräbt dabei oft darüberliegende Schichtverbände, so dass hausgroße Blöcke sich aus ihrem Verband lösen und auf die Tonto Platform herunterstürzen. Der Hermit Shale enthält auch Fossilien – Flügelinsekten, zapfentragende Pflanzen und Farne wurden bisher gefunden. Die Formation schließt ebenfalls mit einer Diskordanz ab.
- Der folgende Coconino Sandstone (Einheit 6b) spiegelt kontinentale, wüstenhafte Umweltbedingungen wider. Der Sandstein entstand vor rund 260 Millionen Jahren, als aus reinem Quarzsand bestehende Dünen allmählich in sich ausbreitende Wüstengebiete vordrangen. Die Mächtigkeit der Sandstein-Formation variiert zwischen 115 und 200 Meter und bildet weiße bis cremefarbene Steilwände unterhalb des Canyonrands. In den versteinerten ehemaligen Sanddünen lassen sich äolische (vom Wind erzeugte) Schrägschichtungen erkennen, die Dünenkörper selbst sind aus Myriaden von undurchsichtigen, abgerundeten und gut sortierten Sandkörnern aufgebaut. Sie enthalten außerdem versteinerten Fährten von Arthropoden und ersten Reptilien sowie deren Bauten. Auch hier folgt eine Diskordanz.
- Darüber liegt die 60 bis 75 Meter mächtige und ca. 250 Millionen Jahre alte Toroweap-Formation (Einheit 6c). Sie setzt sich aus rot  und gelb gefärbtem Sandstein und grauem mergeligen Kalk, der Gipslagen enthält, zusammen. Die Kalksedimente entstammen dabei einem warmen Flachmeer, sie reflektieren oszillierende Meeresniveaus und im Allgemeinen die langsame Rückkehr zu marinen Bedingungen. Fossilinhalt sind Brachiopoden, Korallen, Mollusken und verschiedene Landpflanzen. Die Toroweap-Formation umfasst folgende Schichtglieder (von alt nach jung):
- Seligman Member: Ein hangbildender gelblicher bis rötlicher Sand- bzw. Siltstein.
- Brady Canyon Member: Ein resistenter, steilwandbildender grauer Kalkstein mit eingeschalteten Hornsteinlinsen.
- Wood Ranch Member: Ein hangbildender, blassroter und graufarbener Silt- bzw. dolomitischer Sandstein.
Eine Diskordanz beendet die Formation.
- Am Canyonrand dann schließlich der massive, steilwandbildende, 80 bis 110 Meter mächtige Kaibab Limestone (Einheit 6d). Diese cremefarbene bis grauweiße Kalkstein-Formation war vor rund 225 Millionen Jahren (Mittleres Perm) in den tieferen Bereichen einer warmen Flachsee, die bereits während der Toroweap-Formation transgrediert hatte, entstanden. Normalerweise folgt beim Kaibab Limestone auf einer basalen Sandsteinschicht ein sandiger Kalk, der jedoch im oberen Abschnitt stellenweise auch von Sandstein und Tonschiefer abgelöst werden kann.[14] An Fossilien wurden Haifischzähne und zahlreiche marine Wirbellose wie z. B. Brachiopoden, Korallen, Mollusken, Seelilien und Würmer gefunden. Der Kaibab Limestone überdeckt weite Teile des nördlich des Grand Canyons gelegenen Kaibab-Plateaus und des unmittelbar südlichen Coconino-Plateaus. Auch diese Formation wird von einer Diskordanz eingebunden.

### Mesozoikum

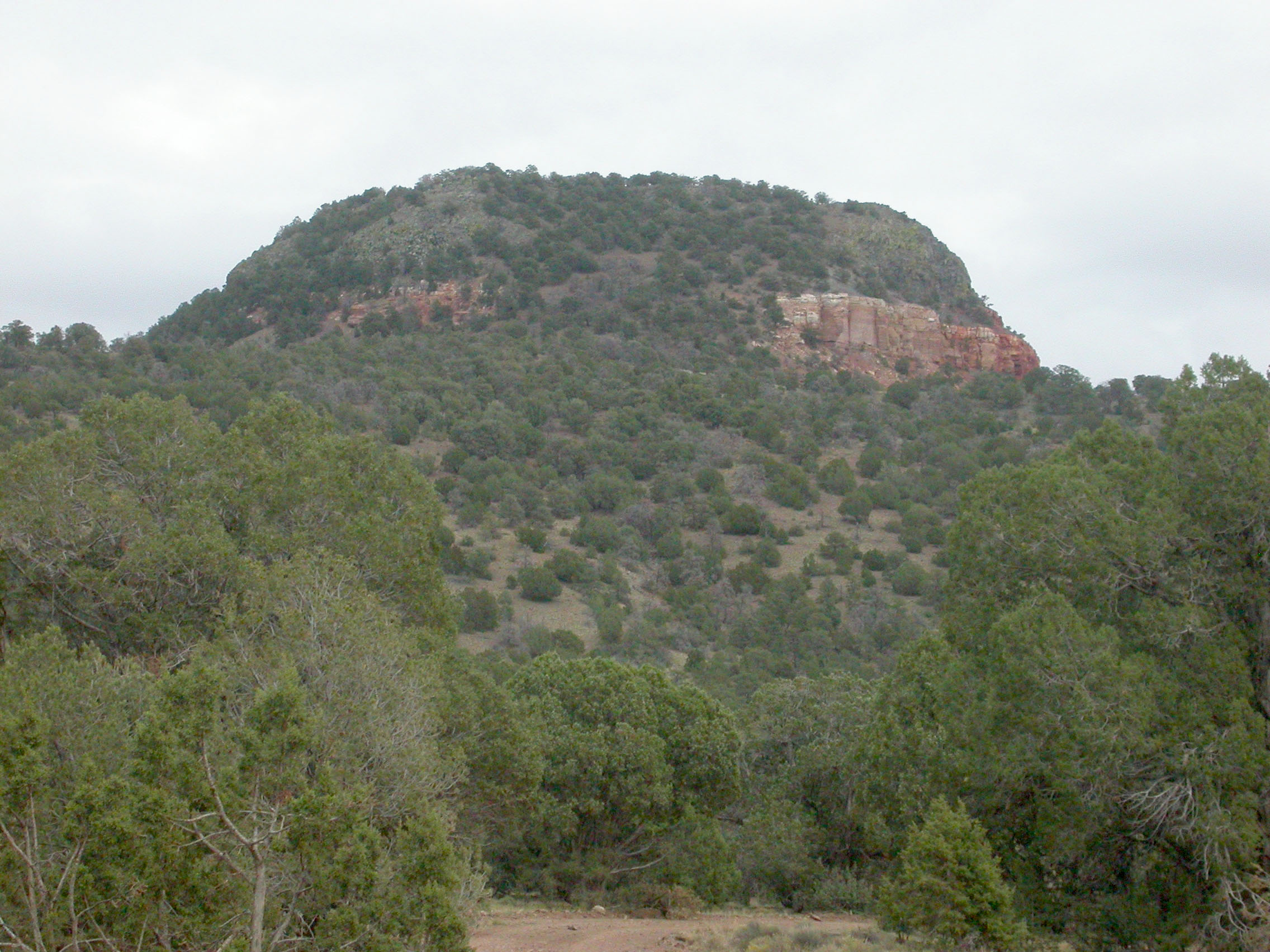
Rote Moenkopi-Formation unterhalb vulkanischen Gerölls am Red Butte

Mit Beginn des Mesozoikums setzte im Gebiet des Grand Canyons Hebung ein, die trockengefallene Landschaft wurde wieder von Flussläufen durchzogen. Sediment aus dem nahegelegenen Hinterland wurde während der Trias in breiten, tiefliegenden Tälern abgesetzt und schuf die bis zu 300 Meter mächtige Moenkopi-Formation. Sie besteht aus Sandstein und Schieferton mit dazwischenliegenden Gipslagen. Die Formation ist sehr verwitterungsunbeständig und tritt daher nur sehr vereinzelt auf. Aufgeschlossen ist sie entlang des Colorado Rivers im Marble Canyon, am Cedar Mountain, eine Mesa im Südostteil des Nationalparks und am Red Butte südlich von Grand Canyon Village. Über der Moenkopi-Formation folgen am Red Butte dann noch Überreste an Shinarump Conglomerate – ein zur Chinle-Formation gehörendes Konglomerat, und ein wesentlich jüngerer Lavastrom.
Während des Mesozoikums und des Känozoikums waren im Gebiet des Grand Canyons über 1500 Meter mächtige Gesteinsformationen sedimentiert worden, die jedoch von der anschließend in diesem Sektor stattfindenden Erosion zumeist wieder ausgeräumt wurden (siehe folgenden Abschnitt). Weitere Details finden sich auch unter Geologie des Zion National Parks und unter Geologie des Bryce-Canyons. Diese im Grand Canyon verlorengegangenen Schichtfolgen sind jedoch in der sogenannten Grand Staircase weiter im Norden erhalten geblieben und hervorragend aufgeschlossen.

## Entstehung des Grand Canyons

### Hebung und nahegelegene Krustendehnung

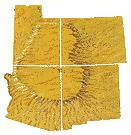
Die Heraushebung des Colorado-Plateaus bewirkte eine forcierte Flusserosion.

Die Laramische Gebirgsbildung erfasste das gesamte westliche Nordamerika und trug damit wesentlich zur Bildung der Rocky Mountains und der Amerikanischen Kordillere bei. Die orogenen Bewegungen setzten zum Ende des Mesozoikums vor ungefähr 72 Millionen Jahren ein und hielten bis ins  Paläogen (frühes Tertiär) an. Eine zweite Hebungsphase erfolgte vor 17 Millionen Jahren im Unteren Miozän und es entstand das Colorado-Plateau (zum Colorado-Plateau gehören nördlich des Grand Canyons das Kaibab-, Kanab- und Shivwits-Plateau und im Süden das Cococino-Plateau). Obwohl er bis zu 2700 Meter angehoben wurde, blieb der Schichtverband im Colorado-Plateau während dieser beiden Hebungsprozesse relativ ungestört und bewahrte auch seine ursprünglich horizontalen Lagerungsverhältnisse. Ein Erklärungsversuch behilft sich einer im Uhrzeigersinn erfolgten Drehung des Plateau-Krustenblocks, die ihn seine Stabilität wahren ließ. Vor der Hebung lag das Plateau nur etwa 300 Meter über dem Meeresspiegel und wurde von hohen Bergketten im Süden und Westen umringt.
In etwa zeitgleich mit der zweiten Hebungsphase kam es vor ca. 20 Millionen Jahren zu starker Krustendehnung – alte bereits vorhandene Störungen wurden dabei wiederbelebt und neue Brüche angelegt. Begleitet wurde dieser Vorgang von relativ gemäßigter vulkanischer Tätigkeit. Weiter westlich waren die Auswirkungen der Krustendehnung jedoch gewaltig: es entstand die Basin and Range Province – ein Grabenbruchsystem, das an Nord-Süd-gerichteten langgezogenen Verwerfungszonen sich in stehengebliebene Horste (die jetzigen Bergketten) und eingesackte Gräben (die jetzigen Beckenlandschaften) differenzierte und dabei eine Krustendehnung von über 100 % ermöglichte. Die Grand Wash Fault am Westende des Grand Canyon Nationalparks gehört bereits zum Einflussbereich der Basin and Range Province.

### Der neuentstandene Colorado River beginnt seine Erosionsarbeit

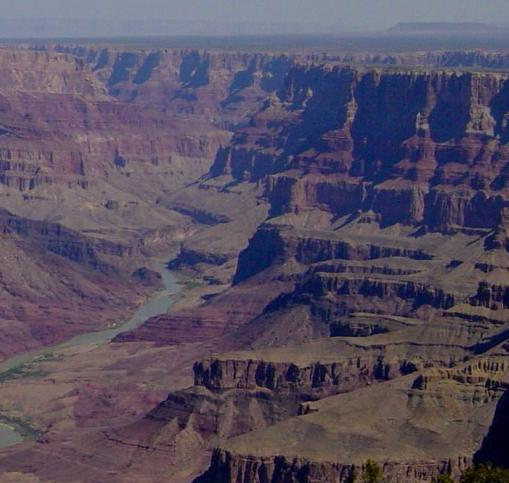
Vor etwa 1,2 Millionen Jahren hat sich der Colorado River bereits nahezu in die heutige Tiefe eingeschnitten.

Kontinuierliche tektonische Bewegungen im Bereich des Colorado-Plateaus erzeugten in den Deckschichten großräumige Monoklinalen und führten zu einem bedeutenden Höhengewinn, der das Strömungsgefälle der Gewässer in der Region stark ansteigen ließ. Der urzeitliche Colorado River war bis vor etwa 5,3 Millionen Jahren ein Binnenfluss ohne Zugang zum Meer gewesen. Er endete damals in großen Binnenseen – im frühen Tertiär noch innerhalb des Colorado-Plateaus und im mittleren Tertiär dann im Bereich der Basin and Range Province. Die große Monoklinalfalte des Kaibab Arch begann sich vor sechs Millionen Jahren allmählich herauszuwölben. Laut einer Hypothese war dieses Hindernis im Lauf des Colorado River bewältigt worden, indem sowohl ein von Osten als auch ein von Westen kommender Canyon gleichzeitig rückschreitend erodierten und sich dann vereinigten. Die andere Möglichkeit ist natürlich, dass sich der Fluss antezedent gegenüber dem langsam aufsteigenden Hindernis verhielt.
Die Öffnung eines Armes des Golfes von Kalifornien vor 5,3 Millionen Jahren veränderte die Fließrichtung der umliegenden Gewässer in Richtung auf den absinkenden und einbrechenden Riftgraben. Die Hebung der Einzugsgebiete am Oberlauf sowie die Absenkung des Unterlaufes bei den in den Golf von Kalifornien mündenden Flüssen führte insgesamt zu einem stärkeren Gefälle und erhöhter Erosion, sodass sich die Flüsse schneller in die Landschaft eingraben konnten. Durch rückschreitende Erosion wurden dann in geologisch kurzer Zeit die Einzugsgebiete mehrerer Flüsse zu einem Hauptabfluss vereint, dem heutigen Colorado River. Die wichtigste Phase trat ein, als ein separater älterer Fluss, der durch den San-Andreas-Graben in den Golf von Kalifornien entwässerte, sich des damals noch als Binnenfluss endenden Colorado Rivers bemächtigte. Das Einschneiden des östlichen Teiles des Colorado Rivers hatte zwar schon vorher begonnen, war aber dann stark beschleunigt und nach Westen ausgedehnt worden.
Mit dem Beginn der Eiszeiten vor 2,5 Millionen Jahren im Pleistozän wurde das Klima in der Region wesentlich kühler und feuchter. Die zusätzlichen Niederschlagsmengen bewirkten einen höheren Abfluss und stärkere Erosion durch gestiegene Frühjahrsschmelzwasser und Sturzfluten im Sommer. Bedingt durch das höhere Volumen, den steileren Gradienten und durch die niedrigere Erosionsbasis schnitt sich der Fluss ab zwei Millionen Jahren vor heute wesentlich schneller in die Landschaft ein und erreichte bereits vor etwa 1,2 Millionen Jahren nahezu seine heutige Tiefe.

### Vulkantätigkeit staut den Fluss im neuen Canyon

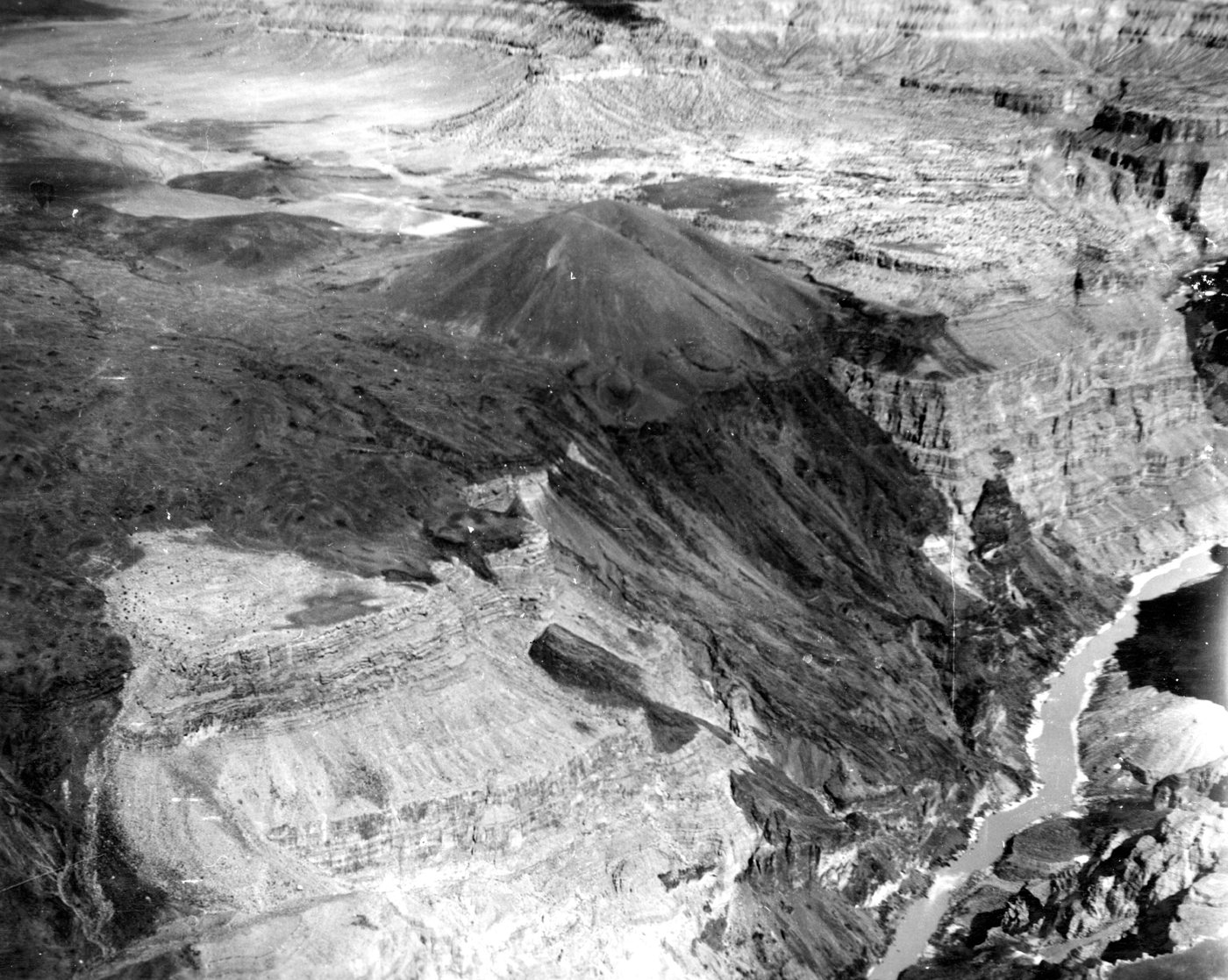
Der Vulcan’s Throne-Vulkan oberhalb der Lava Falls. Von ihm ausgehende Lavaströme stauten einst den Colorado River.

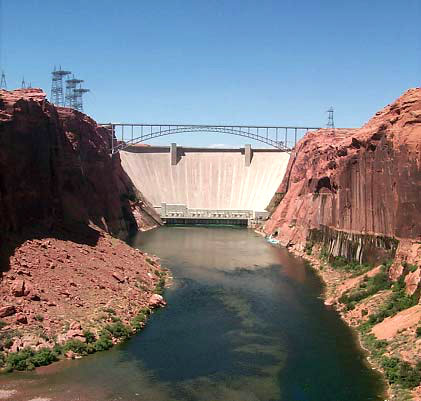
Der Bau des Staudamms Glen Canyon hat den Sedimenttransport weitgehend reduziert.

Während des Quartärs vor rund 725 000 Jahren ergoss sich basaltische Lava in den westlichen Grand Canyon. Sie entstammte den in Eruption getretenen Aschenkegeln des Uinkaret volcanic field. Im Zeitraum vor 725 000 bis vor 100 000 Jahren wurde der Fluss mehrmals aufgestaut. Die Dauer der Existenz dieser riesigen Stauseen ist umstritten, es werden oft 20 000 Jahre angenommen, andere Forscher jedoch bezweifeln dies und glauben, dass die vulkanischen Staudämme von nicht allzu langer Dauer waren, und bei ihrem Nachgeben katastrophale Überschwemmungen auslösten. Die Ausdehnung der Lavaströme selbst ist beachtlich, ab Flussmeile 178 folgen sie über 121 Kilometer dem Verlauf des Colorado Rivers.

## Aktuogeologie, anthropogene Einwirkungen und die Zukunft
Mit dem Ende der Eiszeit im Pleistozän und dem Beginn des Holozäns begann der Umschwung von einem feuchtkalten Klima zu den derzeitigen trockeneren Bedingungen. Die Erosionstätigkeit des Flusses nahm aufgrund der niedrigeren Niederschlagsmengen ab und das Gestein der Inner Gorge ist bei den heutigen Durchflussmengen widerstandsfähiger. Massenbewegungen wie z. B. Bergstürze gewannen deswegen hinsichtlich der Erosion an Bedeutung. Dadurch entstanden steilere Seitenwände und der Grand Canyon mit seinen Nebenflüssen verbreiterte sich.
In der heutigen Zeit führt der Bau von Staudämmen, wie etwa dem Glen Canyon Dam, zu einer weiteren Reduzierung der Erosion. Dämme reduzieren die Fließgeschwindigkeit, gleichzeitig durchströmt das Wasser die Schlucht wesentlich gleichmäßiger. Durch die verminderte Sedimentfracht geht dem Fluss überdies seine erodierende Schleifwirkung verloren. Die zusätzliche Entnahme von Wasser zur Trinkwasserversorgung und zur Bewässerung bewirkt, dass der Colorado River in trockenen Jahren sein Delta im Golf von Kalifornien nicht mehr erreicht.
Der Damm hat auch die Eigenschaften des Flusswassers verändert. War das Wasser vorher schlammig und eher warm und bot so Fischen am Grund des Gewässers einen Lebensraum, ist der Fluss heute eher klar und kalt, wodurch den eingesetzten Forellen eine Lebensgrundlage geschaffen wurde. Dies hatte auch Einfluss auf das Migrationsverhalten der Weißkopfseeadler, die ursprünglich den Canyon als Zwischenstation auf dem Weg zu den Fischgründen flussabwärts nutzten, inzwischen aber den Canyon als Nahrungsquelle aufsuchen.
Während der 1990er Jahre ereigneten sich am Grand Canyon und in seiner Umgebung etwa 45 Erdbeben, fünf davon erreichten eine Intensität, die zwischen 5,0 und 6,0 auf der Richterskala lag. Dutzende von Verwerfungen kreuzen den Canyon und viele davon sind in den letzten einhundert Jahren seismisch aktiv gewesen.
Das Gefälle des Colorado Rivers ist stark genug, um noch weitere 400 bis 600 Meter an Erosionsarbeit zu ermöglichen. Dabei ist ein weiteres Anheben der Umgebung in der geologischen Zukunft unberücksichtigt geblieben. Der Einfluss des Menschen dürfte eher bremsend auf die Erosionskraft des Colorado River wirken.